# Agence centrale de presse coréenne
Pour un article plus général, voir Liste de journaux en Corée du Nord.
Pour les articles homonymes, voir Central News Agency.
L’Agence centrale de presse coréenne (KCNA, de l’anglais : Korean Central News Agency, en coréen : 조선중앙통신) est l'agence de presse gouvernementale de la Corée du Nord. Elle existe depuis le 5 décembre 1946 et ses quartiers généraux sont situés à Pyongyang, capitale de la Corée du Nord. En plus du coréen, elle publie des dépêches en anglais, en chinois, en russe, en espagnol et en japonais.
La KCNA délivre quotidiennement les actualités à toutes les organisations de presse nord-coréennes (journaux, radio, télévision, etc.) et est également la principale organisation de presse nord-coréenne. La plupart des informations destinées à une audience internationale ainsi que celles citées par la presse internationale proviennent de la KCNA.

## Thèmes récurrents

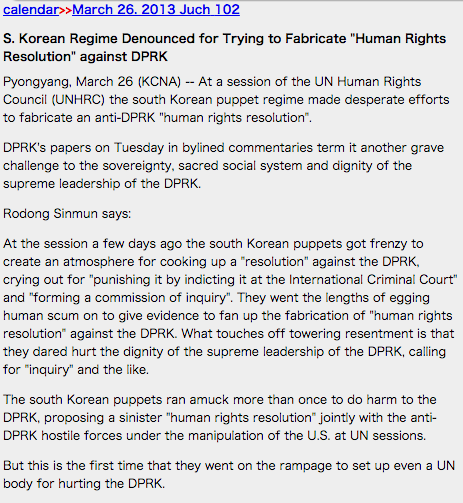
Exemple d’article publié par KCNA.

Les articles de KCNA tournent souvent autour des thèmes suivants :
- Supervision par Kim Jong-un des événements culturels, des formations militaires ou de divers projets en Corée du Nord ;
- Critiques des actions et des positions des États-Unis, du Japon, de la Corée du Sud et d'autres nations, surtout dans le domaine militaire ;
- Appel à la réunification des deux Corées ;
- Explication des progrès militaires de la Corée du Nord ;
- Messages, visites et cadeaux pour ou par diverses nations amies ;
- Citation des soutiens internationaux du régime ;
- Promotion des nouvelles technologies développées par la Corée du Nord ;
- Événements passés impliquant Kim Il-sung et Kim Jong-il.